# John Carney (filmmaker)
John Carney (Dublin, 1972) is een Ierse filmregisseur en scenarioschrijver.

## Biografie
John Carney werd in 1972 geboren in de Ierse hoofdstad Dublin. Hij studeerde aan De La Salle College en Synge Street CBS.

## Carrière
Van 1990 tot 1993 was Carney de bassist van de Ierse rockband The Frames. Hij regisseerde ook enkele videoclips van de groep. In 1996 maakte hij samen met Tom Hall de lowbudget-dramafilm November Afternoon. Nadien werkten de twee ook samen aan Park.
In 2001 werkte hij met acteurs Cillian Murphy en Stephen Rea samen aan de dramedy On the Edge. In de daaropvolgende jaren regisseerde hij verschillende afleveringen van de RTÉ-serie Bachelors Walk. De reeks was een groot succes in zijn thuisland.
In 2006 regisseerde Carney de romantische muziekfilm Once, met Frames-frontman Glen Hansard en muzikante Markéta Irglová als hoofdrolspelers. De film, die geprezen werd door onder meer Steven Spielberg, werd met een budget van slechts 160.000 dollar opgenomen, maar bracht wereldwijd meer dan twintig miljoen dollar op. De film werd in 2008 ook bekroond met de Oscar voor beste originele nummer.
In 2012 schreef en regisseerde hij de Ierse horrorfilm The Rafters en bouwde hij zijn korte film Zonad uit tot een langspeelfilm. Voor zijn volgende film, het muzikale dramedy Begin Again (2013), werkte hij samen met onder meer Keira Knightley en Mark Ruffalo. De film was een financieel succes en werd genomineerd voor de Oscar voor beste originele nummer. Nadien schreef en regisseerde Carney de muzikale coming-of-agefilm Sing Street (2016). De film werd in 2017 genomineerd voor een Golden Globe.

## Filmografie
Film
- November Afternoon (1996)
- Park (1999)
- On the Edge (2001)
- Once (2007)
- Zonad (2012)
- The Rafters (2012)
- Begin Again (2013)
- Sing Street (2016)

Televisie
- Bachelors Walk (2001–2003)
- Modern Love (2019)